# Batalla de Rhode
La batalla de Rhode fue una de las batallas de la revuelta de 197 a. C. de los pueblos íberos contra la dominación romana en el siglo II a. C.

## Antecedentes

Fases de la conquista de Hispania.

La victoria de la república de Roma sobre Cartago en la segunda guerra púnica dejó Hispania en manos romanas. La transformación del territorio en provincia provocó importantes cambios administrativos y fiscales, y la imposición del stipendium no fue aceptada por las tribus locales que todavía gozaban de una cierta estructura política y capacidad de reacción, de modo que en el 197 a. C., recién terminada la segunda guerra macedónica, estalló una gran revuelta en toda el área conquistada en Hispania a causa del expolio republicano.
Numerosos jefes locales se rebelaron en la Hispania Ulterior y La república envió a Cayo Sempronio Tuditano a la Hispania Citerior y Marco Helvio Blasión a la Hispania Ulterior. Cayo Sempronio Tuditano murió por heridas de combate en la Citerior antes de terminar el año 197 a. C., pero Quinto Minucio Termo derrotó en el 196 a. C. a los insurrectos en la batalla de Turda. Quinto Fabio Buteón y Marco Helvio Blasión derrotaron a los celtíberos en la batalla de Iliturgi. El senado romano declaró la Citerior como provincia consular y el cónsul Marco Porcio Catón el viejo se dirigió desde el puerto de Luna, bordeando el golfo de León con Publio Manlio de ayudante, dejando la Ulterior a Apio Claudio Nerón con tropas más reducidas.

## La batalla

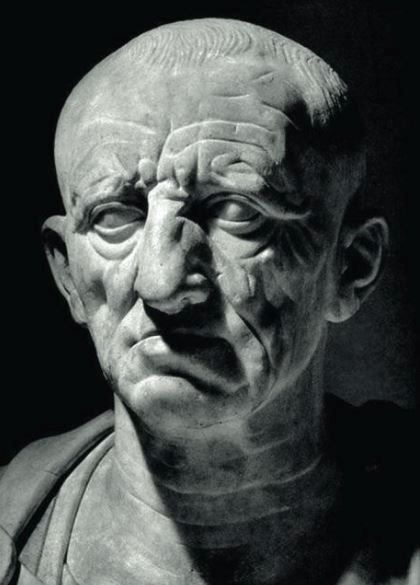
Marco Porcio Catón, el Viejo.

Marco Porcio Catón el viejo, que contaba con dos legiones, ocho mil infantes, quince mil aliados y 800 jinetes por el ejército consular y dos mil infantes y doscientos jinetes por cada uno de los pretores, desembarcó en Rhode, sofocando la resistencia de la guarnición hispana situada en el Puig Rom o acrópolis de Rhode.

## Consecuencias
El ejército romano desembarcó en Emporion, y Catón el Viejo hizo retornar las naves a Massalia con los mercaderes para forzar a su ejército a la lucha. Catón inicia en Emporion, una casi isla rodeada de marisma un duro entrenamiento de las tropas. El ejército sublevado que sitiaba Emporion, de unos 40 000 hombres fue derrotado en la batalla de Emporion y Marco Porcio Catón el viejo consiguió en pocos días la pacificación de toda la franja costera y el sometimiento de lacetanos, suessetanos y ausetanos, y derrotando a lacetanos y bergistanos, que todavía resistían en su ciudad de Bergium. Los romanos ordenaron que los íberos hundieran las murallas bajo pena de ser reducidos a la esclavitud, y lo hicieron los oppida de los alrededores del Ebro.